# Chamelaucium confertiflorum
Chamelaucium confertiflorum är en myrtenväxtart som beskrevs av Karel Domin. Chamelaucium confertiflorum ingår i släktet Chamelaucium och familjen myrtenväxter. Inga underarter finns listade i Catalogue of Life.